# Sugar Kane
«Sugar Kane» es una canción y un sencillo de la banda Sonic Youth, publicado en febrero de 1993 por los sellos DGC y Geffen Records, y el tercero perteneciente al álbum Dirty.

## Lista de canciones
La versión estadounidense trae Lados B similares a los del sencillo Youth Against Fascism, y la versión inglesa, a los del EP Whores Moaning.
| Sugar Kane - DGC |                                  |          |  |
| N.º              | Título                           | Duración |  |
| 1.               | «Sugar Kane» (editada)           | 5:03     |  |
| 2.               | «The Destroyed Room»             | 3:25     |  |
| 3.               | «Purr» (versión de Mark Goodier) | 4:22     |  |
| 4.               | «The End Of The End Of The Ugly» | 4:12     |  |
| 17:02            |                                  |          |  |

| Sugar Kane - Geffen |                                           |          |  |
| N.º                 | Título                                    | Duración |  |
| 1.                  | «Sugar Kane» (Lado A, editada)            | 5:03     |  |
| 2.                  | «Is It My Body» (Lado A)                  | 2:53     |  |
| 3.                  | «Personality Crisis» (Lado B)             | 3:50     |  |
| 4.                  | «The End Of The End Of The Ugly» (Lado B) | 4:12     |  |
| 15:58               |                                           |          |  |